# CFexpress
CFexpress是一种由CompactFlash联盟提出的可移动媒体卡标准。此标准将使用1至8条通道的PCIe 3.0接口传输，每条通道最多可传输1 GB/s的数据。此标准也支持通过NVM Express提供低开销与低延迟的传输。同时，其也依据不同的PCIe通道数，提供多种功能形态。此标准被制定的一个目的是通过兼容已经被广泛使用的标准，如PCIe与NVMe，来统一可移动储存的生态系统。控制器，软件与设备中已广泛使用此标准。 

## 历史
CompactFlash联盟于2016年9月7日发布了基于PCIe接口与NVNe协议的CFexpress标准。
在2017年4月18日，CompactFlash联盟公布了CFexpress 1.0版本标准。 1.0版本将使用拥有两条PCIe 3.0通道的XQD储存卡(38.5 mm × 29.8 mm × 3.8 mm) ，传输速度最高可达2 GB/s。NVNe1.2协议被用于低延迟，低开销与高并发访问。
在2017年6月13日 , Delkin发布了第一款基于CFexpress 1.0标准的CFexpress存储卡。 在2018年2月，基准测试结果公布，参考样品在2018年第二季度出货而产品定在2018年第三季度出售。

## 比较
| 标准          | SD             | SD             | SD             | SD             | UFS卡           | UFS卡   | CFast          | CFast          | XQD            | XQD            | CFexpress      | CFexpress      |
| ------------- | -------------- | -------------- | -------------- | -------------- | --------------- | ------- | -------------- | -------------- | -------------- | -------------- | -------------- | -------------- |
| 版本          | 3.0            | 4.0            | 6.0            | 7.0            | 1.0             | 2.0     | 1.0            | 2.0            | 1.0            | 2.0            | 1.0            | 2.0            |
| 发布时间      | 2010年第二季度 | 2011年第一季度 | 2017年第一季度 | 2018年第二季度 | 2016年 第二季度 | ?       | 2008年第三季度 | 2012年第三季度 | 2011年第四季度 | 2014年第一季度 | 2017年第二季度 | 2019年第一季度 |
| 总线          | UHS-I          | UHS-II         | UHS-III        | PCIe 3.0 x1    | UF2.0           | UF3.0   | SATA-300       | SATA-600       | PCIe 2.0x1     | PCIe 2.0x2     | PCIe 3.0x2     | PCIe 3.0 8     |
| 速度 (全双工) | 104MB/s        | 312MB/s        | 624MB/s        | 985MB/s        | 600MB/s         | 1.2GB/s | 300MB/s        | 600MB/s        | 500MB/s        | 1GB/s          | 1.97GB/s       | 7.88GB/s       |

## 規格
| Type | CFexpress 版本 | 尺寸 (毫米)         | PCIe 傳輸通道數 |
| ---- | -------------- | ------------------- | --------------- |
| A    | 2.0            | 20 x 28 x 2.8mm     | 1               |
| B    | 1.0            | 38.5 x 29.8 x 3.8mm | 2               |
| C    | 2.0            | 54 x 74 x 4.8mm     | 4               |

較大的外形具有更多的接點,允許使用更多的 PCIe 通道。Type B 的大小和接點與 XQD 卡相同,允許單個卡插槽同時接受 XQD 和 CFExpress-Type B 卡。

## 兼容设备

### 存储卡

#### Delkin

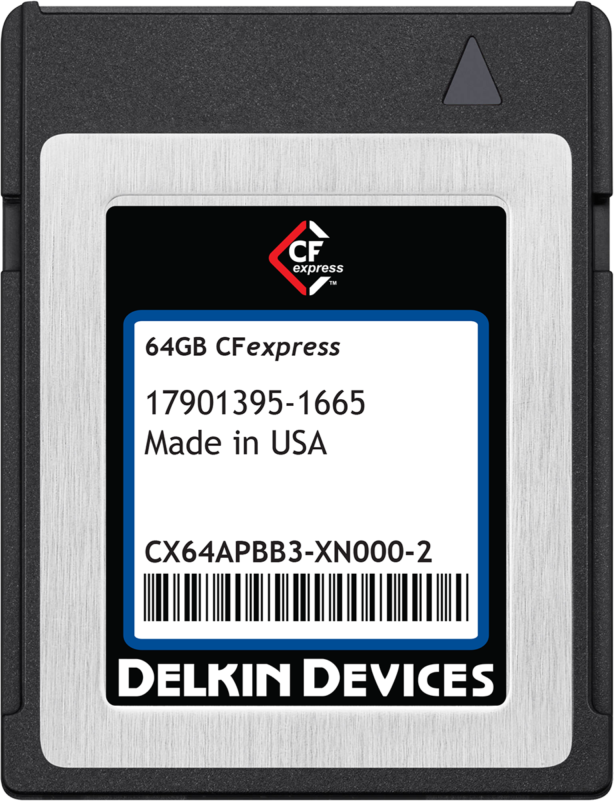
64GB Delkin CFexpress存储卡

在2017年6月13日 , Delkin发布了第一款基于CFexpress 1.0标准的CFexpress存储卡。它使用了XQD格式与两条PCIe 3.0通道。其包括32GB、64GB、128GB与256GB的容量规格。
2019年2月，更多关于Delkin的CFexpress存储卡的细节泄露。在CrystalDiskMark 5.2.1的测试中，存储卡应该可以达到1.6 GB/s的读取速度与1.0 GB/s的写入速度。

#### ProGrade Digital
在给DPReview的一份声明中, ProGrade Digital确认他们将会在2019年发布CFexpress标准的Type-B格式（与XQD相同）的存储卡。ProGrade Digital在2019年春季NAB展览中展出的1 TB CFexpress存储卡演示了1400 Mbit/s的读取速度与超过700 Mbit/s 的最高写入速度。 此演示是在MacBook Pro上使用Thunderbolt 3接口的CFexpress/XQD读卡器完成的。

#### Apacer
在2018年12月11日，Apacer发布了其第一款CFexpress存储卡，PV130-CFX。

#### 闪迪
在2019年9月3日，闪迪的Extreme Pro CFexpress B型卡在亚马逊英国，亚马逊法国， 亚马逊意大利和亚马逊西班牙上市，并于9月4日在美国亚马逊上市。此系列产品标称1700MB / s的最大读取速度和1400MB / s的最大写入速度。同时，闪迪还发布了对应的读卡器Sandisk USB 3.1 Extreme Pro CF Express。

#### 索尼
在2019年2月28日，索尼宣称正在开发CFexpress B型（128GB）超高速下一代存储卡，支持CFexpress标准。该卡最大读取速度为1700MB / s，最大写入速度为1480MB / s，而且还具有出色的耐用性，例如抗弯强度是CFexpress标准的3倍，抗摔强度是CFexpress标准的5倍。这款开发中的产品计划于2019年夏季以128GB规格上市。同时索尼正在考虑开发256GB和512GB的大容量规格的产品。

#### Wise Advanced
在2019年4月7日, Wise Advanced宣布开发512GB、256GB与128GB的CFexpress存储卡与CFexpress读卡器，其均使用CFexpress Type B。 

### 零件
在2017年10月2日，Rego Electronics发布了CFexpress主机连接器与存储卡套件。这些零件可供制造商用于他们的CFexpress设备与储存卡。

### 客户端设备
在2017年7月，还没有已知的CFexpress客户端设备被发布。但在2017年10月末，一位Lexar的雇员对Nikon Rumors表示:
 CFExpress本质上是XQD的下一个版本，并且应该能与XQD完全向后兼容。让D4 / D5 / 500 / D850与CFE储存卡一起工作应该只需一个简单的软件补丁就可以实现。  
 2018年8月23日，尼康宣布推出新的无反相机Z6和Z7。两者都使用XQD卡，但最终将通过固件升级支持CFexpress卡，但在2019年5月发布的2.00版本的固件更新时没有实现。2019年2月13日，尼康进一步确认对D5，D850和D500的CFExpress支持也将通过固件更新的方式实现。
2018年8月28日，Phase One宣布XF IQ4相机系统，支持XQD卡并将在未来支持CFexpress存储卡。
2019年12月17日，尼康发布了针对无反相机Z6和Z7的2.20版本固件更新，其中允许了索尼生产的CFexpress B型卡的使用。而对于其他厂商生产的CFexpress卡，尼康仍在测试与认证中，支持情况会根据市面产品而变化。
2020年1月7日，佳能发布了旗舰级单反相机EOS-1D X Mark III，使用了双CFexpress B型卡卡槽，实现了超过1000张的20fps機械快門RAW连拍。
2020年7月9日，佳能发布了無反機皇EOS R5，使用了單個CFexpress B型卡卡槽與單個SC卡槽，实现了不計次數（過熱及電力除外）的20fps電子快門RAW连拍。